# Knösenvraket

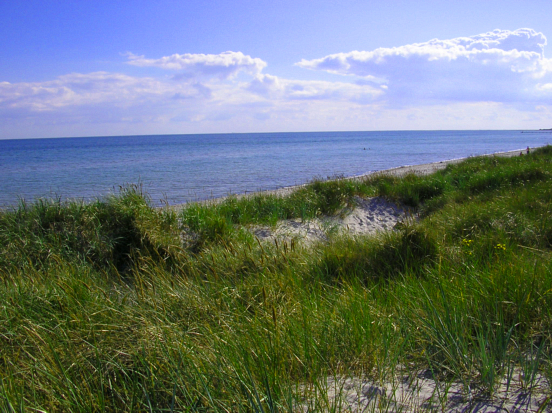
Här någonstans i havet utanför norra Falsterbonäset ligger Knösenvraket.

Knösenvraket är resterna efter ett medeltida skepp som upptäcktes 1982 på två meters djup i vattnet utanför Knösen ytterst på Falsterbonäsets övre udde och norr om Skanör. Det undersöktes och dokumenterades under de påföljande åren fram till 1992 och virket daterades till 1148-1153, en period som infaller i skiftet mellan sen vikingatid och äldre medeltid. Förlisningen bör således ägt rum mellan 1155 och 1200.

## Ett sentida vikingaskepp
Skeppstypen går i sen vikingastil och är kraftigt byggt av ek. Skrovets klinkade spant har varit sammanhållna av nitbrickor, järnnitar och dymlingar av trä. Längden beräknas ha uppgått till cirka 17–20 meter och bredden 4 meter. Vad som nu återstår är 14 meter av skeppets långa bottendel men båda stävarna saknas. Vid något tillfälle har skeppet blivit reparerat med en bordbit av furu istället för det annars ordinarie ekvirket, samt fått ett tätningsdrev av mossa, vilket kan tyda på att lagningen skedde någonstans utrikes. 

## Vraket
Fynd som hittats på vrakplatsen är keramik och en rund träsköld, hasselnötter, rep och olika sorters tågverk, rester av livsmedel och "skräp". Den högmedeltida fäktningsskölden har bärgats och konserverats. Den är tillverkad av massivt trä och försedd med en sköldbuckla av järn. Vraket är hårt utsatt av sandrevlar som formas och sätts i rörelse av hårda vindar och vatten. Skrovet blir därmed söndrat genom en ständig förslitning och ömsom blottat eller täckt med finkornig sand. Knösenvraket har vissa likheter med det danska Lynaesvraket, ett större skepp med en längd på cirka 25 meter.